# Martin Peerson
Martin Peerson (parfois Pearson ou Pierson) est un compositeur, virginaliste et organiste anglais, né entre 1571 et 1573 et décédé à Londres en décembre 1650 ou janvier 1651 (enterré le 16 janvier). Malgré sa préférence pour le catholicisme à une époque où il était illégal de ne pas adhérer aux croyances et aux pratiques de l'Église d'Angleterre, il était très apprécié pour ses talents musicaux, et a occupé des charges à la cathédrale Saint-Paul, ainsi que, peut-être, à l'abbaye de Westminster. Peerson a composé de très nombreuses œuvres sacrées et profanes : pour ensemble instrumental, pour clavier, ainsi que des madrigaux et des motets.

## Biographie
D'après son testament et les registres de mariage de la paroisse de March, dans le Cambridgeshire, il est né entre 1571 et 1573 de Thomas et Margaret Peerson, qui s'étaient mariés en 1570. Les registres font référence au mariage d'une « Margaret Peersonn » en 1573, mais il semble que Thomas Peerson soit mort quelques années après 1570 et que la mère de Martin se soit remariée.

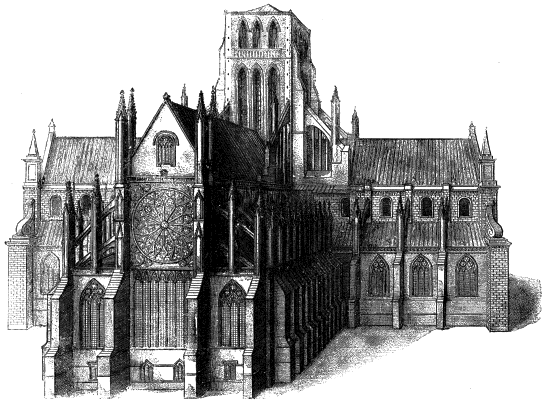
Dessin représentant la cathédrale Saint-Paul de Londres telle qu'elle apparaissait entre 1630 et 1666.

Dans les années 1580, Martin Peerson est choriste à la cathédrale Saint-Paul, auprès de l'organiste Thomas Mulliner. Fuke Greville le prend sous sa protection. Rien de la vie professionnelle de Martin Peerson n’est connu avant 1604, année durant laquelle une de ses œuvres est « interprétée au cours du divertissement privé du roi et de la reine » (« Private Entertainment of the King and Queen ») organisé par Ben Jonson en la demeure de Sir William Cornwallis à Highgate (Londres) ».
Un document d’archives daté du 7 décembre 1609 atteste qu’il a composé « plusieurs leçons pour le virginal, son principal instrument ». Il semble avoir tendu vers le catholicisme, dans la mesure où, la même année, il est condamné comme « récusant  » (les dissidents de l'Église d'Angleterre étant à l'époque accusés de recusancy). Il entreprend par la suite des études musicales à l'université d'Oxford - en vue desquelles il a sans doute été contraint de se convertir au protestantisme, au moins en apparence.
En 1613, il obtient son baccalauréat en musique de l’université d'Oxford, avant d'être nommé maître de chant auprès du chœur de garçons de la Cathédrale de Canterbury. Il paraît possible, sans certitude absolue, de l'identifier avec le « Martin Pearson » sacristain de l'abbaye de Westminster de 1623 à 1630. Entre juin 1624 et juin 1625, Pearson est nommé à un poste d’aumônier et de maître des choristes de la cathédrale Saint-Paul de Londres , fonctions qu'il exerce jusqu'au déclenchement de la Première Révolution anglaise, pendant laquelle les services ne sont plus célébrés à la cathédrale.

## Œuvres
Les puissants mécènes de Peerson lui ont permis de publier une grande partie de ses œuvres, même si peu ont été conservées jusqu'à l'époque contemporaine. Seules quatre pièces pour clavier subsistent aujourd'hui : Alman, The Fall of the Leafe, Piper's Paven et The Primerose ; elles figurent dans le Fitzwilliam Virginal Book, l'une des sources les plus importantes pour la musique pour clavier de la fin de l'époque élisabéthaine et du début de l'époque jacobéenne. Peerson a également mis en musique des vers de William Leighton, que celui-ci avait écrit alors qu'il était en prison pour dettes ; ces pièces ont été publiées avec celles d'autres compositeurs dans le recueil The Teares and Lamentacions of a Sorrowfull Soule en 1614. Ce recueil est suivi, deux plus tard, par Tristiae Remedium, dont les textes ont été assemblés par Thomas Myriell, principalement à partir de psaumes.
En 1620, le recueil Private Musicke (exclusivement composé d'œuvres de Peerson) est publié ; il contient de la musique profane (madrigaux, consort songs pour une ou deux voix, avec accompagnement à la viole ou au virginal).
- Musique vocale[2]
  - Private Musicke or The First Booke of Ayres and Dialogues... (contenant 21 pièces de 4 à 6 voix ou violes avec accompagnement de virginal, luth ou basse de viole), éd. Londres, 1620
  - Mottects [sic] or Grave Chamber Musique (contenant 17 pièces à 5 ou 6 voix ou violes avec accompagnement d’orgue, virginal, luth basse, bandora ou harpe irlandaise), éd. Londres, 1630
  - 11 motets à 5 voix (Deus omnipotens, Pater fili paraclete, Levavi oculos meos, Mulieres sedentes, Hora nona, O rex gloriae, Quid vobis videtur, O Domine Jesu Christe, Laboravi in gemitu meo, Nolite fieri)
  - Une vingtaine d’autres pièces

- Musique instrumentale[2]
  - Alman (clavier, dans le Fitzwilliam Virginal Book)
  - Pipers Paven (clavier, d’après Dowland, dans le Fitzwilliam Virginal Book) Charles Van den Borren attribue à cette pièce une « exquise tenue poétique » [3]).
  - The Primerose (clavier, dans le Fitzwilliam Virginal Book)
  - The Fall of the Leafe (clavier, dans le Fitzwilliam Virginal Book) À Propos de cette pièce et de la précédente, Van den Borren écrit que ces « deux petites pièces de caractère contrastant suggèrent, l'une la joie du printemps renaissant, et l'autre, la tristesse des jours d'automne. [...] L'impressionnisme délicat de ces deux petites pièces est à retenir » [4]).
  - 6 Fantaisies-Allemandes (consort music, à 6 voix – une source mentionne un titre pour les 4 premières : Acquaintance; Beauty; Chowse; Delicate)
  - Fantasia « Attendite » (consort music, à 5 voix)

## Discographie
- Wren Baroque Soloists, Martin Peerson (ca.1571-1651): Private Musicke - Songs, Motets accompanied by Virginal, and Virginal solos, Collins Classics, 1994
- Ex Cathedra Consort, Jeffrey Skidmore, Peerson - Latin Motets, Hyperion, 2004